# CONCACAF Gold Cup 2021/Finalrunde
Die Finalrunde des CONCACAF Gold Cups 2021 begann am 24. Juli 2021 mit dem Viertelfinale und endete mit dem Finale am 1. August 2021. An der Finalrunde nahmen die jeweiligen Gruppensieger und Gruppenzweiten teil.

## Spielplan
|  | Viertelfinale | Viertelfinale |        |   | Halbfinale | Halbfinale |  |  | Finale | Finale |
|  |               |               |        |   |            |            |  |  |        |        |
|  | Katar         | 3             |        |   |            |            |  |  |        |        |
|  | El Salvador   | 2             |        |   |            |            |  |  |        |        |
|  | El Salvador   | 2             | Katar  | 0 |            |            |  |  |        |        |
|  |               |               | Katar  | 0 |            |            |  |  |        |        |
|  |               | USA           | 1      |   |            |            |  |  |        |        |
|  | USA           | USA           | 1      | 1 |            |            |  |  |        |        |
|  | USA           |               |        | 1 |            |            |  |  |        |        |
|  | Jamaika       | 0             |        |   |            |            |  |  |        |        |
|  |               |               | USA    | 1 |            |            |  |  |        |        |
|  |               | Mexiko        | 0      |   |            |            |  |  |        |        |
|  | Mexiko        | 3             |        |   |            |            |  |  |        |        |
|  | Honduras      | 0             |        |   |            |            |  |  |        |        |
|  | Honduras      | 0             | Mexiko | 2 |            |            |  |  |        |        |
|  |               |               | Mexiko | 2 |            |            |  |  |        |        |
|  |               | Kanada        | 1      |   |            |            |  |  |        |        |
|  | Costa Rica    | Kanada        | 1      | 0 |            |            |  |  |        |        |
|  | Costa Rica    |               |        | 0 |            |            |  |  |        |        |
|  | Kanada        | 2             |        |   |            |            |  |  |        |        |

1 Sieg nach Verlängerung

## Viertelfinale

### Katar – El Salvador 3:2 (2:0)
| Katar                                                                             | Katar | El Salvador | El Salvador |
| --------------------------------------------------------------------------------- | --- | --- | ----------- |
| Katar                                                                             | \| 1. Viertelfinale \| \| 24. Juli 2021 um 16:30 Uhr (25. Juli, 1:30 MESZ) in Glendale (State Farm Stadium) \| \| Zuschauer: 64.211 \| \| Schiedsrichter: Fernando Hernández ( Mexiko) \| \| Spielbericht \|                                                                                           | \| 1. Viertelfinale \| \| 24. Juli 2021 um 16:30 Uhr (25. Juli, 1:30 MESZ) in Glendale (State Farm Stadium) \| \| Zuschauer: 64.211 \| \| Schiedsrichter: Fernando Hernández ( Mexiko) \| \| Spielbericht \|                                                                                         | El Salvador |
| Katar                                                                             | Meshaal Barsham – Ró-Ró, Bassam al-Rawi, Boualem Khoukhi, Abdelkarim Hassan, Homam Ahmed (67. Tarek Salman) – Hassan al-Haydos (90.+1' Abdullah al-Ahrak), Karim Boudiaf, Abdulaziz Hatem (76. Assim Madibo) – Akram Afif (67. Mohammed Muntari), Almoez Abdulla Cheftrainer: Félix Sánchez ( Spanien) | Mario González – Bryan Tamacas, Eriq Zavaleta, Ronald Gómez, Alexander Larín (82. Juan Carlos Portillo) – Darwin Cerén , Alex Roldan, Amando Moreno (82. Marvin Márquez) – Joshua Pérez (52. Marvin Monterroza), Joaquín Rivas, Jairo Henríquez (64. Walmer Martinez) Cheftrainer: Hugo Pérez ( USA) | El Salvador |
| Katar                                                                             | 1:0 Abdulla (2.) 2:0 Hatem (8.) 3:0 Abdulla (55.) | 3:1 Rivas (63.) 3:2 Rivas (66.) | El Salvador |
| Katar                                                                             | Pérez (45.), Cerén (54.), Rivas (71.) | | El Salvador |
| Katar                                                                             | Spieler des Spiels: Joaquín Rivas (El Salvador) | | El Salvador |
| 1. Viertelfinale                                                                  | | |             |
| 24. Juli 2021 um 16:30 Uhr (25. Juli, 1:30 MESZ) in Glendale (State Farm Stadium) | | |             |
| Zuschauer: 64.211                                                                 | | |             |
| Schiedsrichter: Fernando Hernández ( Mexiko)                                      | | |             |
| Spielbericht                                                                      | | |             |

### Mexiko – Honduras 3:0 (3:0)
| Mexiko                                                                            | Mexiko | Honduras | Honduras |
| --------------------------------------------------------------------------------- | --- | --- | -------- |
| Mexiko                                                                            | \| 2. Viertelfinale \| \| 24. Juli 2021 um 19:30 Uhr (25. Juli, 4:30 MESZ) in Glendale (State Farm Stadium) \| \| Zuschauer: 64.211 \| \| Schiedsrichter: Mario Escobar ( Guatemala) \| \| Spielbericht \| | \| 2. Viertelfinale \| \| 24. Juli 2021 um 19:30 Uhr (25. Juli, 4:30 MESZ) in Glendale (State Farm Stadium) \| \| Zuschauer: 64.211 \| \| Schiedsrichter: Mario Escobar ( Guatemala) \| \| Spielbericht \|                                                                                      | Honduras |
| Mexiko                                                                            | Alfredo Talavera – Luis Rodríguez, Néstor Araujo (73. Carlos Salcedo), Héctor Moreno, Jesús Gallardo – Jonathan dos Santos (73. Erick Gutiérrez), Edson Álvarez (81. Alan Cervantes), Héctor Herrera – Jesús Corona (85. Rodolfo Pizarro), Rogelio Funes Mori (85. Alan Pulido), Orbelín Pineda Cheftrainer: Gerardo Martino ( Argentinien) | Luis López – Marcelo Santos, Kevin Álvarez, Maynor Figueroa , Johnny Leverón – Kevin López (46. Jhow Benavídez), Deybi Flores, Alexander López (66. Roger Rojas), Bryan Acosta (46. Boniek García), Diego Rodríguez (78. Franklin Flores) – Jerry Bengtson Cheftrainer: Fabián Coito ( Uruguay) | Honduras |
| Mexiko                                                                            | 1:0 Funes Mori (26.) 2:0 dos Santos (31.) 3:0 Pineda (38.) | | Honduras |
| Mexiko                                                                            | Gallardo (84.) | Acosta (35.), D. Flores (58.), García (60.), Rojas (89.) | Honduras |
| Mexiko                                                                            | Spieler des Spiels: Rogelio Funes Mori (Mexiko) | | Honduras |
| 2. Viertelfinale                                                                  | | |          |
| 24. Juli 2021 um 19:30 Uhr (25. Juli, 4:30 MESZ) in Glendale (State Farm Stadium) | | |          |
| Zuschauer: 64.211                                                                 | | |          |
| Schiedsrichter: Mario Escobar ( Guatemala)                                        | | |          |
| Spielbericht                                                                      | | |          |

### Costa Rica – Kanada 0:2 (0:1)
| Costa Rica                                                                   | Costa Rica | Kanada | Kanada |
| ---------------------------------------------------------------------------- | --- | --- | ------ |
| Costa Rica                                                                   | \| 3. Viertelfinale \| \| 25. Juli 2021 um 18:00 Uhr (26. Juli, 1:00 MESZ) in Arlington (AT&T Stadium) \| \| Zuschauer: 41.318 \| \| Schiedsrichter: Jair Marrufo ( USA) \| \| Spielbericht \| | \| 3. Viertelfinale \| \| 25. Juli 2021 um 18:00 Uhr (26. Juli, 1:00 MESZ) in Arlington (AT&T Stadium) \| \| Zuschauer: 41.318 \| \| Schiedsrichter: Jair Marrufo ( USA) \| \| Spielbericht \| | Kanada |
| Costa Rica                                                                   | Esteban Alvarado – Keysher Fuller, Óscar Duarte, Francisco Calvo, Rónald Matarrita – Celso Borges (90. Jimmy Marín), David Guzmán (66. Allan Cruz), Johan Venegas (46. Bryan Ruiz) – Alonso Martínez (46. Luis Díaz), Joel Campbell, Ariel Lassiter (46. José Guillermo Ortiz) Cheftrainer: Luis Fernando Suárez ( Kolumbien) | Maxime Crépeau – Alistair Johnston, Steven Vitória , Kamal Miller – Tajon Buchanan (88. Theo Corbeanu), Stephen Eustáquio, Mark-Anthony Kaye (70. Samuel Piette), Richie Laryea – Junior Hoilett (70. Tesho Akindele), Lucas Cavallini (84. Doneil Henry), Jonathan Osorio (85. Liam Fraser) Cheftrainer: John Herdman ( England) | Kanada |
| Costa Rica                                                                   | 0:1 Hoilett (18.) 0:2 Eustáquio (68.) | | Kanada |
| Costa Rica                                                                   | Vitória (31.), Cavallini (38.), Akindele (83.) | | Kanada |
| Costa Rica                                                                   | Spieler des Spiels: Stephen Eustáquio (Kanada) | | Kanada |
| 3. Viertelfinale                                                             | | |        |
| 25. Juli 2021 um 18:00 Uhr (26. Juli, 1:00 MESZ) in Arlington (AT&T Stadium) | | |        |
| Zuschauer: 41.318                                                            | | |        |
| Schiedsrichter: Jair Marrufo ( USA)                                          | | |        |
| Spielbericht                                                                 | | |        |

### USA – Jamaika 1:0 (0:0)
| USA                                                                          | USA | Jamaika | Jamaika |
| ---------------------------------------------------------------------------- | --- | --- | ------- |
| USA                                                                          | \| 4. Viertelfinale \| \| 25. Juli 2021 um 21:00 Uhr (26. Juli, 4:00 MESZ) in Arlington (AT&T Stadium) \| \| Zuschauer: 41.318 \| \| Schiedsrichter: César Arturo Ramos ( Mexiko) \| \| Spielbericht \|                                                                               | \| 4. Viertelfinale \| \| 25. Juli 2021 um 21:00 Uhr (26. Juli, 4:00 MESZ) in Arlington (AT&T Stadium) \| \| Zuschauer: 41.318 \| \| Schiedsrichter: César Arturo Ramos ( Mexiko) \| \| Spielbericht \|                                                                               | Jamaika |
| USA                                                                          | Matt Turner – Shaquell Moore (84. Reggie Cannon), James Sands, Miles Robinson, Sam Vines – Gianluca Busio, Kellyn Acosta, Sebastian Lletget – Paul Arriola (63. Cristian Roldan), Daryl Dike (63. Gyasi Zardes), Matthew Hoppe (84. Nicholas Gioacchini) Cheftrainer: Gregg Berhalter | Andre Blake – Alvas Powell (28. Oniel Fisher), Damion Lowe, Liam Moore, Kemar Lawrence – Junior Flemmings (86. Tyreek Magee), Devon Williams, Daniel Johnson, Blair Turgott (74. Shamar Nicholson) – Cory Burke (74. Andre Gray), Bobby Decordova-Reid Cheftrainer: Theodore Whitmore | Jamaika |
| USA                                                                          | 1:0 Hoppe (83.) | | Jamaika |
| USA                                                                          | Burke (30.), Turgott (50.), Lowe (89.) | | Jamaika |
| USA                                                                          | Spieler des Spiels: Matthew Hoppe (USA) | | Jamaika |
| 4. Viertelfinale                                                             | | |         |
| 25. Juli 2021 um 21:00 Uhr (26. Juli, 4:00 MESZ) in Arlington (AT&T Stadium) | | |         |
| Zuschauer: 41.318                                                            | | |         |
| Schiedsrichter: César Arturo Ramos ( Mexiko)                                 | | |         |
| Spielbericht                                                                 | | |         |

## Halbfinale

### Katar – USA 0:1 (0:0)
| Katar                                                                   | Katar | USA | USA |
| ----------------------------------------------------------------------- | --- | --- | --- |
| Katar                                                                   | \| 1. Halbfinale \| \| 29. Juli 2021 um 18:30 Uhr (30. Juli, 1:30 MESZ) in Austin (Q2 Stadium) \| \| Zuschauer: 20.500 \| \| Schiedsrichter: Juan Gabriel Calderón ( Costa Rica) \| \| Spielbericht \|                                                                              | \| 1. Halbfinale \| \| 29. Juli 2021 um 18:30 Uhr (30. Juli, 1:30 MESZ) in Austin (Q2 Stadium) \| \| Zuschauer: 20.500 \| \| Schiedsrichter: Juan Gabriel Calderón ( Costa Rica) \| \| Spielbericht \| | USA |
| Katar                                                                   | Meshaal Barsham – Ró-Ró, Bassam al-Rawi, Boualem Khoukhi, Abdelkarim Hassan, Homam Ahmed – Hassan al-Haydos (72. Abdullah al-Ahrak), Karim Boudiaf, Abdulaziz Hatem (88. Ahmed Alaaeldin) – Almoez Abdulla, Akram Afif (77. Mohammed Muntari) Cheftrainer: Félix Sánchez ( Spanien) | Matt Turner – Shaquell Moore (63. Reggie Cannon), James Sands, Miles Robinson, Sam Vines – Gianluca Busio (63. Cristian Roldan), Kellyn Acosta, Sebastian Lletget – Paul Arriola (81. Eryk Williamson), Daryl Dike (63. Gyasi Zardes), Matthew Hoppe (81. Nicholas Gioacchini) Cheftrainer: Gregg Berhalter | USA |
| Katar                                                                   | 0:1 Zardes (86.) | | USA |
| Katar                                                                   | Boudiaf (40.) | Arriola (54.), Moore (62.) | USA |
| Katar                                                                   | al-Haydos schießt Foulelfmeter über das Tor (61.) | | USA |
| Katar                                                                   | Spieler des Spiels: Matt Turner (USA) | | USA |
| 1. Halbfinale                                                           | | |     |
| 29. Juli 2021 um 18:30 Uhr (30. Juli, 1:30 MESZ) in Austin (Q2 Stadium) | | |     |
| Zuschauer: 20.500                                                       | | |     |
| Schiedsrichter: Juan Gabriel Calderón ( Costa Rica)                     | | |     |
| Spielbericht                                                            | | |     |

### Mexiko – Kanada 2:1 (1:0)
| Mexiko                                                                    | Mexiko | Kanada | Kanada |
| ------------------------------------------------------------------------- | --- | --- | ------ |
| Mexiko                                                                    | \| 2. Halbfinale \| \| 29. Juli 2021 um 21:15 Uhr (30. Juli, 4:15 MESZ) in Houston (NRG Stadium) \| \| Schiedsrichter: Daneon Parchment ( Jamaika) \| \| Spielbericht \| | \| 2. Halbfinale \| \| 29. Juli 2021 um 21:15 Uhr (30. Juli, 4:15 MESZ) in Houston (NRG Stadium) \| \| Schiedsrichter: Daneon Parchment ( Jamaika) \| \| Spielbericht \|                                                                                           | Kanada |
| Mexiko                                                                    | Alfredo Talavera – Carlos Salcedo, Héctor Moreno , Jesús Gallardo – Luis Rodríguez, Jonathan dos Santos (61. Erick Gutiérrez), Edson Álvarez, Héctor Herrera – Jesús Corona (90.+12' Néstor Araujo), Rogelio Funes Mori, Orbelín Pineda (78. Rodolfo Pizarro) Cheftrainer: Gerardo Martino ( Argentinien) | Maxime Crépeau – Alistair Johnston, Doneil Henry, Kamal Miller – Tajon Buchanan, Stephen Eustáquio, Mark-Anthony Kaye (78. Liam Fraser), Richie Laryea – Junior Hoilett , Tesho Akindele (69. Theo Corbeanu), Jonathan Osorio Cheftrainer: John Herdman ( England) | Kanada |
| Mexiko                                                                    | 1:0 Pineda (45.+2', Foulelfmeter) 2:1 Herrera (90.+9') | 1:1 Buchanan (57.) | Kanada |
| Mexiko                                                                    | Gutiérrez (68.), Gallardo (79.) | Henry (45.), Buchanan (49.), Hoilett (49.), Crépeau (90.+12') | Kanada |
| Mexiko                                                                    | Crépeau hält Foulelfmeter von Salcedo (66.) | | Kanada |
| Mexiko                                                                    | Spieler des Spiels: Héctor Herrera (Mexiko) | | Kanada |
| 2. Halbfinale                                                             | | |        |
| 29. Juli 2021 um 21:15 Uhr (30. Juli, 4:15 MESZ) in Houston (NRG Stadium) | | |        |
| Schiedsrichter: Daneon Parchment ( Jamaika)                               | | |        |
| Spielbericht                                                              | | |        |

## Finale

### USA – Mexiko 1:0 n.V.
| USA                                                                                | USA | Mexiko | Mexiko |
| ---------------------------------------------------------------------------------- | --- | --- | ------ |
| USA                                                                                | \| Finale \| \| 1. August 2021 um 18:00 Uhr (2. August, 3:00 MESZ) in Paradise (Allegiant Stadium) \| \| Zuschauer: 61.114 \| \| Schiedsrichter: Said Martínez ( Honduras) \| \| Spielbericht \| | \| Finale \| \| 1. August 2021 um 18:00 Uhr (2. August, 3:00 MESZ) in Paradise (Allegiant Stadium) \| \| Zuschauer: 61.114 \| \| Schiedsrichter: Said Martínez ( Honduras) \| \| Spielbericht \| | Mexiko |
| USA                                                                                | Matt Turner – Reggie Cannon (65. Shaquell Moore), James Sands, Miles Robinson, George Bello (65. Sam Vines) – Eryk Williamson (87. Gianluca Busio), Kellyn Acosta, Sebastian Lletget (66. Cristian Roldan) – Paul Arriola (87. Nicholas Gioacchini), Gyasi Zardes, Matthew Hoppe (120.+1' Henry Kessler) Cheftrainer: Gregg Berhalter | Alfredo Talavera – Luis Rodríguez, Néstor Araujo, Héctor Moreno (44. Carlos Salcedo, 106. Gilberto Sepúlveda), Jesús Gallardo – Héctor Herrera, Edson Álvarez, Jonathan dos Santos (76. Erick Gutiérrez) – Orbelín Pineda (76. Rodolfo Pizarro), Rogelio Funes Mori (106. Alan Pulido), Jesús Corona (91. Osvaldo Rodríguez) Cheftrainer: Gerardo Martino ( Argentinien) | Mexiko |
| USA                                                                                | 1:0 Robinson (117.) | | Mexiko |
| USA                                                                                | Acosta (113.) | Herrera (72.), Gallardo (114.), Álvarez (117.) | Mexiko |
| USA                                                                                | Spieler des Spiels: Matt Turner (USA) | | Mexiko |
| Finale                                                                             | | |        |
| 1. August 2021 um 18:00 Uhr (2. August, 3:00 MESZ) in Paradise (Allegiant Stadium) | | |        |
| Zuschauer: 61.114                                                                  | | |        |
| Schiedsrichter: Said Martínez ( Honduras)                                          | | |        |
| Spielbericht                                                                       | | |        |